# Wollbach (Bawaria)
Wollbach – miejscowość i gmina w Niemczech, w kraju związkowym Bawaria, w rejencji Dolna Frankonia, w regionie Main-Rhön, w powiecie Rhön-Grabfeld, wchodzi w skład wspólnoty administracyjnej Heustreu. Leży w Grabfeldzie, około 5 km na północ od Bad Neustadt an der Saale, przy drodze B19.

## Demografia
| Rok  | Liczba mieszk. |
| ---- | -------------- |
| 1970 | 1.011          |
| 1987 | 1.146          |
| 2000 | 1.359          |
| 2005 | 1.260          |

## Zabytki i atrakcje
- kościół
- hala Wollhalla

## Oświata
(na 1999)

W gminie znajduje się 50 miejsc przedszkolnych (z 45 dziećmi) oraz szkoła podstawowa (10 nauczycieli, 160   uczniów).